# جانوس سيكيلي (كاتب)
جانوس سيكيلي (بالمجرية: Székely János)‏ (7 يوليو 1901، بودابست في المجر - 16 ديسمبر 1958 في برلين الشرقية)؛ كاتِب، سيناريست وروائي مجري.

## روابط خارجية
- جانوس سيكيلي على موقع IMDb (الإنجليزية)
- جانوس سيكيلي على موقع ألو سيني (الفرنسية)
- جانوس سيكيلي على موقع ميوزك برينز (الإنجليزية)
- جانوس سيكيلي على موقع قاعدة بيانات برودواي على الإنترنت (الإنجليزية)
- جانوس سيكيلي على موقع قاعدة بيانات برودواي على الإنترنت (الإنجليزية)
- جانوس سيكيلي على موقع قاعدة بيانات الأفلام السويدية (السويدية)
- جانوس سيكيلي على موقع ديسكوغز (الإنجليزية)
- جانوس سيكيلي على موقع قاعدة بيانات الفيلم (الإنجليزية)
- جانوس سيكيلي على موقع كينوبويسك (الروسية)